# Karaoke 2004 Floricienta
El disco de "Floricienta y su Banda (Karaoke)" es la primera producción fonográfica de la telenovela argentina "Floricienta" en versión cantable (karaoke), cabe destacar que en este disco sólo se escucha la música, sin ningún tipo de coros, además de ser un CD normal (no CD+G)
La mayoría de las letras fueron escritas por María de Giacomi (Cris Morena) este disco salió a la venta en Argentina e Israel en 2004 y en México y distintas partes del mundo a partir de 2006.
Esta producción fue creado en CD, además que es vendido como mp3.

## Lista de canciones
- Pobres los Ricos (Karaoke Version)
- Chaval Chulito (Karaoke Version)
- Ven a Mí (Karaoke Version)
- Tic Tac (Karaoke Version)
- Los Niños no Mueren (Karaoke Version)
- Y Así Será (Karaoke Version)
- Floricienta (Karaoke Version)
- Queréme Sólo a Mí (Karaoke Version)
- Mi Vestido Azul (Karaoke Version)
- Kikiriki (Karaoke Version)
- Y la Vida (Karaoke Version)
- Porque (Karaoke Version)
- Mi vestido azul (Videoclip)
- Porque (Videoclip)

## Posicionamiento en listas

### Listas anuales
| Lista (2004)      | Mejor posición |
| ----------------- | -------------- |
| Argentina (CAPIF) | 20             |